# Pontey
Pontey es una localidad y comune italiana de la región del Valle de Aosta, con 823 habitantes.

## Evolución demográfica
| Gráfica de evolución demográfica de Pontey entre 1861 y 2001 |
|                                                              |
| Fuente ISTAT - elaboración gráfica de Wikipedia              |